# Кігазитамаково
Кігазитама́ково (рос. Кигазытамаково, башк. Ҡыйғаҙытамаҡ) — присілок у складі Мішкинського району Башкортостану, Росія. Входить до складу Мішкинської сільської ради.
Населення — 184 особи (2010; 228 у 2002).
Національний склад:
- башкири — 97 %